# Zdeňka Stránská
Zdeňka Stránská (* 1. září 1949 Horky nad Jizerou) je bývalá česká politička, na přelomu 20. a 21. století poslankyně Poslanecké sněmovny za ČSSD.

## Biografie
V roce 1998 se profesně uvádí jako pracovnice obchodní sítě, bytem Ivančice. Ve volbách v roce 1998 byla zvolena do poslanecké sněmovny za ČSSD (volební obvod Jihomoravský kraj). Byla členkou sněmovního zemědělského výboru, petičního výboru a v letech 2001-2002 i volebního výboru. Ve sněmovně setrvala do voleb v roce 2002. Ve volbách roku 2002 již nekandidovala.